# Nikolaus I. Joseph Esterházy de Galantha

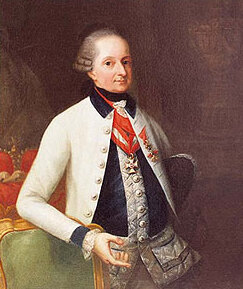
Fürst Nikolaus I. in der ungarischen Uniform seines Regiments No. 33; er trägt den Orden vom Goldenen Vlies und das Kommandeurkreuz des Militär-Maria-Theresien-Ordens; der Fürstenhut liegt hinter ihm

Nikolaus I. Joseph (ungar. Miklós József) Graf und später Fürst Esterházy de Galantha, genannt „der Prachtliebende“ (* 18. Dezember 1714 in Wien; † 28. September 1790 ebenda) war der fünfte Fürst aus dem Hause Esterházy de Galantha.

## Herkunft
Seine Eltern waren der Fürst Josef Anton Esterházy de Galantha (1688–1721) und dessen Ehefrau Maria Octavia von Gilleis (1689–1762). Nikolaus erbte den Fürstentitel 1762 von seinem älteren Bruder Paul II. Anton.

## Leben

### Berufliche Laufbahn
Nikolaus schlug, wie viele andere Familienangehörige auch, eine militärische Laufbahn ein. 1753 wurde er Regimentsinhaber des Andrassy-Infanterieregiments (1769 No. 33). Später stieg er zum Feldmarschall auf.
Im Jahre 1764 wurde er zum Hauptmann der ungarischen Leibgarde und fungierte anlässlich der Krönung von Joseph II. in Frankfurt am Main als sogenannter Krönungsbotschafter. Wie viele seiner Vorfahren wurde auch Nikolaus, im Jahre 1765, zum Ritter des Ordens vom Goldenen Vlies ernannt.
Als 1778 der Bayerische Erbfolgekrieg ausbrach, rekrutierte Nikolaus in seinen Besitzungen 1.200 Soldaten zur Unterstützung des Kaisers. Im Jahre 1783 erweiterte der Kaiser die Fürstenwürde auf sämtliche männlichen und weiblichen Nachkommen aus der Forchtensteiner Linie der Esterházys.

### Mäzen und Höfling
Der Beiname „der Prachtliebende“ leitet sich von der aufwändigen Hofhaltung, die der Fürst in seinen Residenzen pflegte, ab. So ernannte er den bereits von seinem Bruder angestellten Joseph Haydn nach dem Tode dessen Vorgängers Gregor Werner 1766 vom Vize-Kapellmeister zum Kapellmeister am Hofe.
Nikolaus ließ das rund 50 Jahre zuvor von Fürst Michael Esterházy in Auftrag gegebene kleine Jagdschloss Süttör zur prachtvollen Sommerresidenz Esterháza ausbauen. Das Schloss und die barocke Gartenanlage wurden seither oft als ungarisches Versailles bezeichnet. Im Sommer 1773 überraschte Nikolaus seinen Gast, die Kaiserin Maria Theresia, mit einem glanzvollen Fest und einer „Schlittenfahrt auf mit Salz bestreuten Wegen“.
Er ist in der Familiengruft im Franziskanerkloster Eisenstadt bestattet.

## Familie
Esterházy heiratete 1737 Marie Elisabeth Ungnad von Weißenwolff (* 21. März 1718; † 25. Februar 1790) und hatte mit ihr 6 Kinder:
- Anton (* 11. April 1738; † 22. Januar 1794), 6. Fürst

⚭ 1763 Gräfin Maria Theresia Erdödy de Monyorokerek et Monoszlo (* 23. November 1745; † 1. Mai 1782)
⚭ 1785 Gräfin Maria Anna von Hohenfeld (* 20. April 1768; † 2. April 1848)
- Nikolaus (* 10. Mai 1741; † 21. Dezember 1809) ⚭ 1777 Maria Anna Franziska Ungnad von Weißenwolff (* 2. Februar 1747; † 26. Juni 1822)
- Ferdinand (1747–1747)
- Mária Anna (* 27. Februar 1739; † 25. März 1820) ⚭ 1758 Fürst Anton Grassalkovich de Gyarak (* 24. August 1734; † 5. Juni 1794), Sohn von Antal Grassalkovich I.
- Christina (1740–1787), Nonne
- Elisabeth (1751–1751)

Er hinterließ seinem Sohn und Nachfolger Anton (I.) gewaltige 3,8 Millionen Gulden Schulden.

## Namensgeber

Jahrgangsabzeichen „Esterházy“ der Theresianischen Militärakademie in Wiener Neustadt

Zum Gedenken wählte der Ausmusterungsjahrgang 2007 der Theresianischen Militärakademie in Wiener Neustadt den Namen „Jahrgang Esterházy“.